# 松虫 (能)
松虫（まつむし）は、金春禅竹作の能である。

## あらすじ
津の国阿倍野の市で酒を売る男（ワキ）の元に毎夜若き男（前シテ）と友人（ツレ）が訪れ、酒宴をなす。不思議に思い、その言の葉の「松虫の音に友を偲ぶ」というその謂れを問うと、男は「昔阿倍野の松原を、ある男が友人と連れ立ち通った折、松虫の音が面白く聞こえるのに、友人はその音にひかれ行き、いくら待っても帰らず、不審に思い尋ね行くとその人は草の中で空しくなくなっていた」という故事を語り、今もその松虫の音に誘われ、友を偲び現れる、私こそがその男の亡霊だと言い立ち去る（中入り）。また、里の男一人（アイ）が現れ、酒売りに、昔この里でこのようなことがあった、と、先ほどの若い男の語ったことと同じ物語を述べる。さても不思議なことと、市人が夜すがらに弔っていると、その弔いがうれしいと、男の亡霊（後シテ）が立ち現れる。亡霊は昔の友を懐かしみ、ともに花鳥風月を愛で遊んださまを語り、舞を舞い、やがて明け方の草の原に消え、後には虫の音ばかりが残る（詞章の要約）。

## 登場人物
- 前シテ：阿倍野の市に来て酒を買う若い里の男
- 前ツレ：若い男の友人たち（三人）
- ワキ：阿倍野の市で酒を売る男
- アイ（狂言）：松虫の故事を語って聞かせる里の男